# Principessa Fiona
La principessa Fiona è un personaggio immaginario e protagonista femminile del media franchise Shrek della DreamWorks. Inizialmente viene presentata come una bellissima principessa, salvo poi scoprirsi vittima da bambina di una maledizione che, dal tramonto fino all'alba, la trasforma in un'orchessa; l'unico modo per rompere l'incantesimo è ricevere il suo "primo bacio d'amore".
La principessa viene tenuta prigioniera in un castello, costruito sulla cima di un vulcano e sorvegliato da una draghessa; a salvarla sarà un orco di nome Shrek, inviato da Lord Farquaad, signore di Duloc, per avere una principessa da sposare e poter così essere incoronato re. Durante il viaggio di ritorno verso Duloc scatterà la scintilla tra l'orco e la principessa, la quale deciderà di abbandonare la propria natura umana e di vivere il resto della sua vita con l'aspetto di un'orchessa. Le origini del personaggio e le relazioni con altri personaggi vengono ulteriormente esplorate nei film successivi.
Fiona fu creata dagli sceneggiatori Ted Elliott e Terry Rossio ed era vagamente basata sulla sgradevole principessa del libro per bambini di William Steig Shrek! (1990), il cui ruolo e aspetto sono stati significativamente modificati. Gli sceneggiatori adattarono il personaggio a quello di una principessa soggetta a un incantesimo mutaforma, un'idea che inizialmente era stata molto contestata da altri registi. Fiona è stata una dei primi personaggi umani ad avere un ruolo da protagonista in un film d'animazione al computer (gli animatori aspiravano a renderla bella e realistica nell'aspetto). Una prima proiezione di prova fece notare però che i bambini reagivano negativamente a tale realismo inquietante, perciò gli animatori ridisegnarono Fiona come un'eroina più stilizzata, con sembianze più vicine a quelle di un cartone animato. Diversi effetti visivi, rivoluzionari nell'ambito dell'animazione al computer, furono stati applicati al personaggio per rendere convincenti la pelle, i capelli, i vestiti e l'illuminazione.
Il personaggio è considerato una parodia delle principesse tradizionali delle fiabe, in particolare quelle rappresentate nei film d'animazione Disney. Inoltre, diverse pubblicazioni dei media considerano Fiona un'icona femminista, attribuendole il merito di aver sovvertito gli stereotipi legati alle principesse.
Fiona è doppiata in lingua originale dall'attrice Cameron Diaz e in italiano dall'attrice e doppiatrice Selvaggia Quattrini. La comica e attrice Janeane Garofalo era stata inizialmente scelta per il personaggio, ma fu successivamente licenziata durante le fasi di produzione del primo film. L'accoglienza nei confronti di Fiona è stata perlopiù positiva, con i critici che hanno elogiato la sua caratterizzazione e la sua abilità nelle arti marziali, nonché la performance di Diaz. Tuttavia, i revisori erano divisi sul design umano del personaggio: alcuni sono rimasti colpiti dalle innovazioni tecnologiche, mentre altri hanno trovato il suo realismo inquietante e troppo simile a Diaz.
Cameron Diaz è diventata anche una delle attrici più pagate di Hollywood grazie al suo ruolo nel franchise di Shrek, guadagnando $ 3 milioni per la sua interpretazione nel primo film e oltre $ 10 milioni per ogni sequel.

## Apparizioni

### Shrek
Lord Farquaad, signore di Duloc, vuole diventare re e per farlo deve sposare una principessa. La sua scelta cade su Fiona, rinchiusa nella torre più alta di una fortezza, posta sulla bocca di un vulcano e sorvegliata da una Draghessa. Non volendo rischiare la vita per salvarla, Lord Farquaad organizza un torneo per scegliere l'eroe che dovrà liberare la sua futura sposa, al posto suo. Saranno l'orco Shrek (che intende liberare la sua palude dalle creature delle favole lì esiliate da Lord Farquaad) e il mulo Ciuchino a intraprendere il viaggio per salvare la principessa.
Fiona, delusa nello scoprire che a salvarla è stato Shrek e non un affascinante cavaliere, inizia a comportarsi freddamente nei suoi confronti durante il viaggio di ritorno verso Duloc. Le cose cambiano quando una notte Fiona ascolta di nascosto Shrek mentre parla a Ciuchino, sentendolo lamentarsi di essere costantemente giudicato male a causa del suo aspetto. Fiona inizia così a sviluppare sentimenti romantici nei confronti dell'orco. Una notte, Ciuchino scopre che Fiona è vittima di un incantesimo che la trasforma in un'orchessa ogni notte:
Nonostante sia ormai innamorata di Shrek, Fiona desidera rompere l'incantesimo baciando Lord Farquaad prima del tramonto. Parlando con Ciuchino però capisce che deve dire a Shrek la verità, ma quando il mattino seguente decide di farlo, scopre che lui ha già convocato Farquaad per portarla a Duloc. Questo accade perché Shrek aveva ascoltato e interpretato male la conversazione tra Fiona e Ciuchino, credendo che stesse parlando male di lui.
Fiona torna quindi a Duloc con Lord Farquaad, mentre Shrek e Ciuchino tornano alla palude da soli. Spronato da Ciuchino, Shrek decide però di interrompere la cerimonia di nozze e confessare apertamente il suo amore per Fiona. Quest'ultima si lascia trasformare in un'orchessa di fronte a tutti gli invitati, spingendo Lord Farquaad a minacciare di rinchiuderla nella sua torre fino alla fine dei suoi giorni. All'improvviso compare la Draghessa diventata buona e alleata dei protagonisti, poiché innamorata di Ciuchino, ed ingoia Lord Farquaad. Shrek e Fiona si confessano i reciproci sentimenti, si scambiano così il bacio del vero amore e la maledizione di Fiona si spezza, permettendole di rimanere per sempre nella forma di orchessa. Alla fine, lei e Shrek si sposano.

### Shrek 2
Tornati dalla luna di miele, Shrek e Fiona scoprono che i genitori di lei li hanno invitati nel regno di Molto Molto Lontano per benedire il loro matrimonio. Shrek è contrario perché teme il giudizio dei suoceri, ma Fiona insiste per partire. I timori di Shrek si rivelano fondati e durante la cena, mentre la regina Lillian cerca di mostrarsi comprensiva, Re Harold si comporta in maniera particolarmente fredda nei confronti del genero, scatenando una lite che induce Fiona ad allontanarsi. Le lacrime di Fiona invocano la sua Fata Madrina, madre del Principe Azzurro, colui che secondo un accordo stipulato con i genitori di Fiona, avrebbe dovuto salvare la principessa (che lei stessa aveva maledetto) per poi sposarla.
Per piacere ai genitori di Fiona, Shrek, accompagnato da Ciuchino, si dirige al laboratorio della fata madrina per farsi fare un incantesimo, per poter assumere un aspetto umano. Durante il tragitto nel bosco, i due incontrano il Gatto con gli Stivali, incaricato da Re Harold di sbarazzarsi dell'orco, diventandone amico. Una volta giunti a destinazione, la Fata Madrina ovviamente non intende aiutarlo, così Shrek si introduce di nascosto all'interno della sua fabbrica delle pozioni, tentando di fare da solo rubandone una. Fiona torna alla sua forma umana dopo che Shrek trova una pozione che sembra fare al caso suo. La pozione rende fisicamente attraenti coloro che la bevono: Shrek però deve ottenere un bacio da Fiona prima di mezzanotte, altrimenti l'effetto della pozione svanirà. Quando la Fata Madrina lo scopre, imprigiona Shrek e inganna Fiona facendole credere che il Principe Azzurro sia la forma umana di Shrek (Fiona non lo aveva mai incontrato prima di allora). Tuttavia, Fiona è risentita dal suo comportamento narcisista e superficiale, ma accetta di partecipare al ballo di gala in onore delle sue nozze, solo perché è suo padre a chiederglielo. Il ballo viene interrotto dall'arrivo di Shrek, ma improvvisamente il Principe Azzurro bacia Fiona: infatti la Fata Madrina aveva precedentemente ordinato a Re Harold di servire a sua figlia una pozione, che l'avrebbe costretta a innamorarsi della persona che avrebbe baciato per prima. Tuttavia Harold, avendo notato l'infelicità di Fiona, non le ha fatto bere la pozione. La Fata Madrina e il Principe Azzurro vengono quindi sconfitti da Fiona, Shrek e dai loro amici. Shrek chiede a Fiona di baciarlo entro mezzanotte per poter rimanere umani per sempre, ma lei rifiuta dichiarando di voler vivere «per sempre felice e contenta, con l'orco che ho sposato».
Alla fine del film, in una scena dopo i primi titoli di coda, si scopre che Ciuchino e la Draghessa sono diventati genitori.

### Shrek terzo
Shrek e Fiona sono impegnati nella vita di corte per via delle cattive condizioni di salute di re Harold (con scarsi risultati da parte di Shrek). Poco prima di morire, Harold dichiara ai due ormai legittimi eredi, che qualora non volessero diventare re e regina, potrebbero lasciare il loro incarico ad Arthur Pendragon, cugino paterno di Fiona. Prima della partenza del marito, Fiona gli rivela di essere incinta, costringendo Shrek a venire a patti con l'idea della paternità. Mentre Shrek, Ciuchino e il Gatto con gli Stivali si avventurano a Camelot per reclutare Arthur, Fiona rimane a Molto Molto Lontano, dove le sue amiche Raperonzolo, Biancaneve, Bella Addormentata, Cenerentola e Doris le organizzano un baby shower. La festa viene interrotta dal vendicativo Principe Azzurro, il quale mette in scena un'invasione in modo che possa proclamarsi re di Molto Molto Lontano. Fiona, imprigionata insieme alle amiche, le incoraggia a liberarsi e combattere. Dopo essere fuggite dalla prigione, scoprono che Raperonzolo le ha tradite ed è passata dalla parte del Principe Azzurro. In seguito, organizzano una resistenza per difendere se stesse e il regno. Nel frattempo, Arthur Pendragon giunge a Molto Molto Lontano e con un discorso convince i cattivi a redimersi, sostenendo che solo perché gli altri li odiano non devono comportarsi come tali. Il Principe Azzurro viene sconfitto e Arthur, avendo imparato a credere in sé stesso grazie a Shrek, accetta finalmente di diventare re. Shrek e Fiona tornano nella palude, dove Fiona dà alla luce tre gemelli: Fergus, Farkle e Felicia.

### Shrek e vissero felici e contenti
Un flashback rivela che, durante gli eventi del primo film, i genitori di Fiona avevano quasi barattato il regno firmando un contratto con il nano Tremotino in cambio della libertà della figlia, ma si erano interrotti in tempo alla notizia della liberazione della figlia. Intanto, Shrek è diventato insofferente verso la sua nuova vita da quando è diventato padre, avvertita come banale e ripetitiva, al punto che durante la festa di compleanno dei figli perde la pazienza e ha un'accesa discussione con Fiona; la frustrazione è tale da spingere Shrek a desiderare di non averla mai salvata dalla torre, cosa che la ferisce profondamente. Shrek firma un contratto con Tremotino che, in cambio di un giorno della sua vita, gli permette di avere un giorno da vivere come prima di aver incontrato Fiona. Tuttavia, scopre in seguito che il desiderio ha creato una realtà alternativa dove non è mai nato, dove Tremotino ha preso il potere e governa il regno di Molto Molto Lontano. In questa realtà, Fiona è ancora soggetta all'incantesimo e si è salvata da sola dalla fortezza del drago (avendo aspettato fin troppo che il suo vero amore arrivasse a salvarla), diventando un'orchessa/principessa guerriera determinata e combattiva, a capo di un esercito di orchi ribelli formato per fermare Tremotino. Inoltre, ha come animale domestico il Gatto con gli Stivali, diventato però il tipico gatto domestico pigro e in sovrappeso. Fiona dimostra di essere ancora gentile e premurosa, ma amaramente cinica e disillusa riguardo al potere del vero amore, dato che non è mai stata salvata dalla sua torre ed è rimasta traumatizzata dai suoi anni di prigionia solitaria. Tuttavia, Fiona inizia a innamorarsi di Shrek durante gli allenamenti, ma evita ancora di baciarlo. Dopo essersi dati man forte per sconfiggere Tremotino, Fiona si innamora di Shrek proprio quand'è sul punto di sparire per sempre (aveva un tempo limite di esistenza dettato dal contratto) e i due si scambiano il primo bacio di vero amore, riuscendo a spezzare l'incantesimo del contratto e facendo tornare tutto alla normalità. Shrek torna alla festa di compleanno dei suoi figli e anziché arrabbiarsi, abbraccia Fiona, consapevole e felice della sua vita e di quello che lo circonda.

## Sviluppo

### Creazione e scrittura
Shrek è liberamente ispirato all'omonimo libro per bambini di William Steig (1990), ma si discosta significativamente dal suo materiale di partenza, in particolare per quanto riguarda i suoi personaggi principali. Nella storia di Steig, una strega predice che Shrek sposerà una principessa senza nome, che descrive come più brutta nell'aspetto dello stesso Shrek, invogliando l'orco a cercarla. Descritta come "la principessa più straordinariamente brutta sulla superficie del pianeta", la principessa di Steig somiglia poco a Fiona, ma i due personaggi sono immediatamente attratti l'uno dall'altro e si sposano con pochi conflitti. La storica dell'animazione Maureen Furniss, scrivendo per Animation World Network, ha identificato il fatto che l'interesse amoroso di Shrek è cambiato da "una donna davvero brutta" a una bellissima principessa come la modifica più significativa del film. Nel tentativo di espandere la trama rendendo i suoi personaggi più visivamente accattivanti e commerciabili "da una prospettiva hollywoodiana", la principessa si trasforma in una bellissima fanciulla che è stata maledetta per diventare brutta solo di sera, cosa che è costretta a nascondere agli altri personaggi del film, fornendo così "una motivazione narrativa per non mostrare la sua manifestazione di orchessa". Inoltre, Furniss ha osservato che l'interesse romantico di Lord Farquaad per Fiona è più pratico poiché è vanitoso e attratto solo dalla sua bellezza, mentre la sua motivazione principale rimane quella di sposare una principessa in modo che possa governare Duloc.
Non ritenendo adatto che la sua maledizione rimanesse segreta fino alla fine per tutto il lungometraggio, gli sceneggiatori Ted Elliott e Terry Rossio introdussero il concetto di una principessa mutaforma, idea rifiutata dagli altri registi per sei mesi, perché lo trovavano "troppo complesso" come escamotage per una favola. Elliot e Rossio ribatterono che idee simili fossero state utilizzate con successo in La sirenetta (1989) e La bella e la bestia (1991) della Disney, convincendo infine lo studio riferendosi a Fiona come a una principessa incantata. Alcuni scrittori hanno espresso preoccupazione sul fatto che trasformare Fiona in un'orchessa a tempo pieno, una volta che professa il suo amore per Shrek, abbia suggerito "che le persone brutte appartengono a persone brutte". Rossio ha spiegato che dal momento che Fiona cambia forma, la morale migliore è "Anche le principesse che cambiano forma possono trovare l'amore e Shrek l'avrebbe amata in tutte le sue varie forme". Elliot ha spiegato che questo spinge il pubblico a discutere se la "vera forma" di Fiona è bella o poco attraente: "La sua vera forma è bella di giorno, brutta di notte"... e stava cercando di liberarsi di parte di ciò che era veramente, perché la società sosteneva che fosse sbagliato". Lo studio alla fine ha ammesso che Fiona rimane un'orchessa, che Elliot considera "un'idea più convenzionale".
Nelle prime bozze della sceneggiatura, Fiona nasce orchessa da genitori umani, che la rinchiudono in una torre per nascondere la vera natura dell'aspetto della figlia, mentendo al regno di essere una bellissima principessa. Un giorno, Fiona scappa e cerca aiuto da una strega di nome Dama Fortuna, che le offre la possibilità di scegliere tra due pozioni: una renderà bella la principessa, mentre l'altra garantisce a Fiona il lieto fine. Fiona beve per ignoranza la pozione "Bellezza" per la quale non si rende conto che c'è un trucco, poiché la pozione la rende umana durante il giorno solo per riportarla a un'orchessa ogni notte. Gli sceneggiatori originariamente intendevano il retroscena di Fiona per essere completamente animato e utilizzato come prologo del film, ma hanno scartato l'idea dopo che il pubblico di prova l'ha ritenuta troppo deprimente. Intitolata "Prologo di Fiona", la sequenza è stata sceneggiata, ma mai animata. Una seconda scena abbandonata intitolata "Fiona li perde" segue Fiona, Shrek e Ciuchino dopo che lei è rimasta intrappolata in una grotta; segue una sequenza d'azione ispirata al film Indiana Jones e il tempio maledetto (1984). Nella bozza originale degli sceneggiatori, la forma mostruosa di Fiona doveva avere un alterco fisico che ricordava i film d'azione di Hong Kong con Shrek una volta che la scopre, supponendo che il mostro abbia danneggiato Fiona. L'idea è stata abbandonata perché, secondo Elliot, pochi conoscevano "l'enfasi sull'azione e la fisicità" del cinema di Hong Kong rispetto ai film americani più violenti, spiegando che "non importa quanto l'abbiamo descritto, [lo studio]… ha immaginato questo combattimento violento, abbattuto, tipo Steven Seagal, spaccaossa", mentre alcune donne membri della crew protestavano dicendo che il concetto era misogino per Fiona.
Elliott e Rossio suggerirono di ridiscutere sulla vera natura di Fiona, se fosse bella o un'orchessa in un potenziale sequel, ma l'idea fu respinta. I registi trascorsero quattro mesi a fare brainstorming su diverse nuove idee per il sequel, prima di stabilire che l'unico "punto di partenza" logico era una delle poche aree non esplorate nel primo film: la reazione dei genitori di Fiona alla loro figlia che si sposa e rimane un'orchessa. Il regista di Shrek 2, Kelly Asbury, spiegò che l'introduzione dei genitori di Fiona aveva presentato una "storia completamente nuova su cui andare avanti e un posto completamente nuovo dove andare". Inoltre, Shrek 2 rivela perché Fiona è stata rinchiusa in una torre in primo luogo, con i realizzatori che si sono resi conto che avrebbero potuto utilizzare alcuni dei concetti abbandonati del primo film, per scoprire gradualmente più dettagli sulla storia di Fiona per il resto della serie. Per Shrek 2, i realizzatori hanno deciso di far risorgere l'idea di Dama Fortuna, re-immaginandola come la fata madrina connivente di Fiona e la principale cattiva del sequel, che usa la magia contro Fiona e il matrimonio di Shrek.

### Doppiaggio
Fiona è doppiata dall'attrice americana Cameron Diaz nel corso di dieci anni. Il ruolo era destinato, inizialmente, alla comica e attrice Janeane Garofalo, questa però fu licenziata dal primo film e alla fine il ruolo fu assegnato a Diaz. Garofalo sostenne di essere stata licenziata senza una spiegazione, scherzando: "Presumo [lo sia] perché a volte sembro un uomo". Tuttavia, si ritiene che il re-casting di Fiona fosse il risultato della morte del comico Chris Farley, originariamente scelto per interpretare Shrek e che aveva già registrato la maggior parte dei dialoghi del personaggio fino alla sua morte durante la produzione, a quel punto fu sostituito dall'attore Mike Myers. Secondo lo storico del cinema Jim Hill, i realizzatori avevano originariamente scelto Garofalo per il ruolo di Fiona perché ritenevano che il "lato comico abrasivo e sarcastico" dell'attrice sarebbe servito come un contraltare ideale all'approccio positivo del personaggio titolare di Farley, ma alla fine cedettero al fatto che Garofalo fosse "troppo pessimista" per il tono più leggero del film, offrendo il ruolo a Diaz. Con l'introduzione di una versione "più dolce" di Fiona, Shrek divenne un personaggio più pessimista.

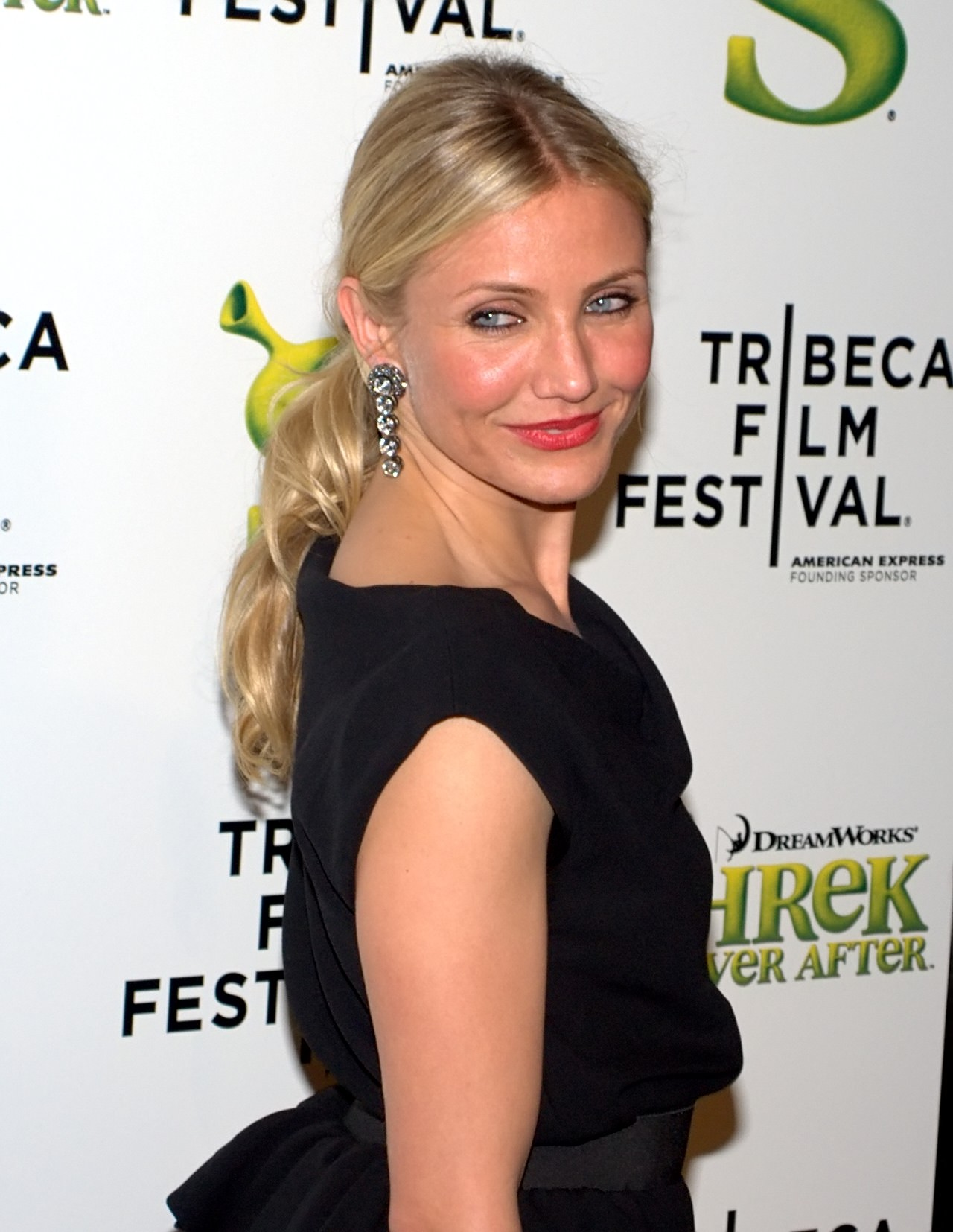
L'attrice Cameron Diaz (2010) ha doppiato Fiona per l'intera serie.

Fiona è stato il primo ruolo animato di Diaz. La DreamWorks invitò Diaz a recitare in un film d'animazione su un orco e una principessa che imparano ad accettare se stessi e l'altro. Oltre al messaggio positivo del film, Diaz è stata attratta dall'idea di recitare insieme a Myers, Eddie Murphy e John Lithgow. Prima di Shrek, Diaz aveva recitato nel film commedia d'azione Charlie's Angels (2000), in un ruolo per il quale aveva studiato arti marziali. Durante la registrazione della scena in cui il suo personaggio combatte Monsieur Hood e i suoi Allegri Compagni, Diaz era diventata piuttosto animata, gesticolando e occasionalmente pronunciando frasi cantonesi; il suo background di arti marziali ha avuto il merito di aver beneficiato la sequenza. Durante una sessione di registrazione, Diaz ruttò in una scena scritta per Fiona. Senza una sceneggiatura adeguata ad aiutarla, Diaz trovò l'improvvisazione richiesta per alcune scene uno degli aspetti più impegnativi del processo di registrazione. L'attrice non vide la storia completata del film fino a quando non smise di lavorare al progetto a intermittenza per due anni, a quel punto finalmente capì veramente il suo "personaggio e... cosa stava passando". Myers era sia colpito che ispirato dall'impegno di Diaz per il suo ruolo, al punto che sentiva di recitare al fianco della stessa Fiona. Asbury ha ricordato che Diaz ha immediatamente "inchiodato" il suo personaggio, elaborando: "Aveva questa cosa certa della sua voce in cui poteva essere testarda e sapere esattamente cosa vuole ed essere sicura di sé, ma anche avere questo tocco di dolce ingenuità e tutto il resto renderlo completamente credibile". Nonostante ammiri le esibizioni dei suoi co-protagonisti prevalentemente maschi, Diaz ha lavorato raramente direttamente con loro durante la serie di Shrek.
Diaz ha apprezzato "la bella sensazione" che ha provato interpretando Fiona, e ha preferito esprimere il suo personaggio di orchessa piuttosto che una principessa, la prima delle quali trovò davvero bella. A parte il sequel di Charlie's Angels, Charlie's Angels - Più che mai (2003), Shrek è l'unico franchise in cui Diaz ha ripreso un ruolo. Diaz difendeva spesso l'aspetto di Fiona dalla stampa chiedendo come si sente a interpretare un personaggio "brutto", spiegando: "È scioccante per me che questa sia la percezione, solo perché è grande e rotonda… Il suo corpo è tutto ciò che è dentro. Adoro il fatto che sia la principessa che non è come tutte le altre principesse. Non assomiglia a loro ed è altrettanto amata e accettata." In Shrek terzo (2007), Diaz ha recitato insieme al suo ex fidanzato, il cantante Justin Timberlake, con il quale aveva rotto l'anno precedente. Timberlake interpreta il cugino del suo personaggio Arthur Pendragon, erede al trono del suo defunto padre. Presenta un breve riferimento a Timberlake; l'immagine di un giovane cavaliere di nome "Sir Justin" appare nella camera da letto d'infanzia di Fiona, che si crede sia un riferimento alla loro relazione. Diaz non era a conoscenza del cameo di Timberlake fino a quando non ha visto il film, credendo che fosse stato finalizzato prima che fossero una coppia. Sebbene Timberlake sia stato inizialmente scelto per interpretare Arthur mentre stava ancora uscendo con Diaz, il produttore Aron Warner sostiene che il coinvolgimento di Timberlake non sia stato influenzato dalla loro relazione, insistendo sul fatto che si è guadagnato il ruolo in base ai suoi meriti e al tempismo comico.
Considerando il ruolo "un privilegio e un onore", Diaz sostiene che Fiona è il ruolo per cui è più riconosciuta dai bambini, ma preferisce che i genitori gli permettano di fingere che il suo personaggio esista davvero senza rivelare chi sia la doppiatrice, spesso tentando di impedire ai genitori di esporre la verità. Diaz ha spiegato che Fiona è diventata "parte del mio essere sullo schermo. Piuttosto che me stessa attraverso di lei, penso che lei mi attraversi in un modo strano. Quando le persone pensano a me, pensano a Fiona, non è il contrario". Diaz crede che la sua popolarità sia notevolmente aumentata da quando ha doppiato il personaggio.
Si ritiene che il ruolo di Diaz nel franchise Shrek abbia contribuito a farla diventare una delle attrici più ricche di Hollywood nel 2008. Dopo essere stata pagata $ 3 milioni per il primo film, Diaz originariamente ri-negoziò per ricevere $ 5 milioni per Shrek 2, stimato in uno stipendio orario di 35000 $ Alla fine ha guadagnato tra $ 10 e $ 15 milioni per aver ripreso il suo ruolo. Per Shrek terzo, si dice che Diaz sia stata pagata $ 30 milioni, il suo stipendio più alto a quel punto, per aver assicurato una parte significativa degli utili della rata. Ha guadagnato $ 10 milioni per Shrek e vissero felici e contenti. Nel 2010, Forbes ha classificato Diaz Hollywood il secondo doppiatore con i guadagni più alti del franchise, dietro solo a Myers.

### Design e animazione
Fiona è la protagonista femminile del franchise e l'interesse romantico di Shrek. Shrek è stato il primo film animato al computer a presentare personaggi umani nei ruoli principali, quindi la regista Vicky Jenson credeva che la sua eroina dovesse essere bella, ma convincente. Elliott e Rossio avevano originariamente immaginato la forma mostruosa di Fiona come un peloso in apparenza, volendo che assomigliasse a un personaggio del tutto unico, invece che a una semplice versione femminile di Shrek, ma i realizzatori hanno lottato per concordare sul suo design finale. Mirando a raggiungere un realismo stilizzato, gli animatori hanno scoperto che potevano enfatizzare il viso di Fiona in modo più efficiente concentrandosi "sulle sottigliezze della forma umana" e compilando strati di pelle traslucidi per evitare che il personaggio assomigliasse alla plastica, un compito che hanno trovato particolarmente scoraggiante a causa della familiarità delle persone con la pelle umana. Per rendere la pelle di Fiona più credibile, gli animatori hanno studiato libri di dermatologia per imparare come le varie fonti di luce interagiscono con la pelle umana, a cui il supervisore degli effetti visivi Ken Bielenberg si è avvicinato come se stessero illuminando Diaz stessa. Gli animatori hanno dipinto una combinazione di lentiggini e toni più caldi su alcuni degli strati più profondi della sua pelle, attraverso i quali hanno poi filtrato la luce. Uno shader è stato utilizzato per penetrare, rifrangere e riemergere strati di luce, la cui concentrazione è stata regolata per ottenere la luminosità desiderata per Fiona; hanno appreso che troppa esposizione ha portato a un aspetto simile a un manichino. Il reparto luci si è consultato con la truccatrice Patty York per apprendere diversi approcci alla creazione di effetti realistici sul viso di Fiona, mentre il software di computer grafica Maya è stato utilizzato per animare i suoi capelli, che consiste di più di 1 milione di poligoni. Per rendere Fiona un "interesse amoroso dall'aspetto da cartone animato", gli animatori le hanno allargato gli occhi e levigato la pelle. il viso di Fiona ha richiesto un anno di sperimentazione costante prima che gli animatori fossero soddisfatti del suo design finale: un'interpretazione realistica ma più morbida della principessa. Il corpo di Fiona è composto da 90 muscoli, ma il suo intero modello è composto da più di 900 parti mobili. Anche nella sua forma da orco, Fiona è significativamente più piccola di Shrek, con il supervisore del layout Nick Walker che conferma che Shrek è in grado di ingoiare la testa di Fiona per intero.
La scena in cui Fiona sconfigge da sola Monsieur Hood e i suoi compagni fa riferimento agli effetti speciali al rallentatore resi popolari da Matrix (1999), così come ai film di Charlie's Angels di Diaz. Nonostante le preoccupazioni che i riferimenti a The Matrix alla fine potrebbero datare il film, Rossio crede che la gag rimarrà divertente perché è una parodia invece di una semplice imitazione. Un riferimento simile viene fatto quando Fiona sconfigge una folla all'inizio di Shrek 2, una sequenza complessa per la quale gli animatori hanno utilizzato potenti processori di dati per archiviare e manipolare milioni di immagini generate al computer. In Shrek terzo nuovi software e server sono stati implementati per animare le singole ciocche di capelli della principessa molto più velocemente di quanto fosse stato possibile durante la produzione del primo film. Nella realtà alternativa di Shrek e vissero felici e contenti, il personaggio porta i suoi capelli sciolti per la prima volta, che è stato ispirato dalla cantante Janis Joplin. A causa del suo costo, la nuova pettinatura di Fiona doveva prima essere approvata dalla DreamWorks, con Mitchell che paragonava il processo a "prepararsi come un avvocato". La riprogettazione è stata un processo difficile e costoso che ha richiesto 20 animatori per animare ogni ciocca individualmente, poiché Mitchell era particolarmente determinato a renderla correttamente a causa della familiarità del pubblico con i capelli lunghi. Un gruppo è stato specificamente incaricato di sistemare i capelli di Fiona, il cui capo della tecnologia di produzione, secondo Darin Grant, "ha permesso al processo di essere ottimizzato e di funzionare su molte, molte inquadrature" poiché "scorre e scorre a cascata attraverso" l'intero film, rinforzando la personalità liberata di Fiona.

### Personalità
Secondo Rossio, i quattro personaggi principali del primo film sono scritti "intorno al concetto di autostima e reazioni appropriate e/o inappropriate all'autovalutazione appropriata o inappropriata", spiegando che Fiona cerca la conferma degli altri perché crede che "c'è qualcosa di scorretto su sé stessa". Adamson ha spiegato che il problema principale del personaggio ruota attorno all'essere all'altezza degli stereotipi e delle idee "rappresentate nelle fiabe che se... guardi in un certo modo e agisci in un certo modo e metti il vestito e le pantofole giusti su un bell'uomo è sta per venire", liquidando questo come un approccio irrealistico e malsano alla ricerca del romanticismo. Cameron Diaz ha confermato che Fiona diventa sé stessa solo una volta liberata dalla torre e si rende conto che il suo principe azzurro è diverso da quello che le era stato insegnato ad aspettarsi.
Una scena durante la quale Fiona duetta con un uccellino che esplode quando la principessa canta una nota acuta, successivamente friggendo le uova per colazione, è considerata una parodia di fiabe Disney come Cenerentola (1950), su che Adamson ha spiegato "si diverte alle aspettative delle persone" delle principesse. Diaz crede che la personalità del suo personaggio abbia "frantumato" la percezione dei bambini dei personaggi delle principesse dal momento in cui è stata liberata dalla torre, spiegando che Fiona era sempre stata in grado di liberarsi, ma ha scelto di rimanere nella torre solo perché stava "seguendo il regole di un libro di fiabe". Nel sequel, Diaz ha spiegato che Fiona "ha molte pressioni da parte di tutte le persone che le hanno parlato del Principe Azzurro affinché prenda tutto in modo materialistico e monetario. E lei ne è letteralmente sconcertata e dice: «Scusa, ma non ho bisogno di nessuna di queste cose.» Tutto ciò di cui ha bisogno è quest'uomo che la ama, la ama e la accetta". Diaz considera il suo personaggio un modello positivo e potenziato per le ragazze, spiegando: "Non è mai dipesa da nessuno per salvarla, il che è un messaggio diverso da Biancaneve e Rapunzel... Era capace di uscire lei stessa dalla torre" e "ha assunto Shrek come suo partner piuttosto che come suo soccorritore". Crede che il momento in cui si accetta come un'orchessa sia il suo momento di maggior potere, così come "il più grande passo avanti nella sua evoluzione come persona".
Diaz considera Fiona "l'ancora che racchiude tutti questi personaggi stravaganti", identificandola come l'uomo etero della commedia. Rivelando che "odia le donne fastidiose", Diaz a volte si ritrovava a desiderare che Fiona fosse "meno fastidiosa" e più compassionevole e comprensiva nei confronti dei difficili cambiamenti che Shrek sta subendo da quando l'ha sposata. Durante la produzione di Shrek terzo, Diaz ha osservato che i realizzatori avevano trasformato Fiona in più di una seccatrice e hanno chiesto di abbassare i toni, spiegando: "solo perché si è sposata non significa che debba diventare una seccatrice." Questa è stata una delle poche cose che Diaz ha chiesto di aggiustare su Fiona. Nella realtà alternativa di Shrek e vissero felici e contenti, Fiona si libera dalla torre da sola e successivamente diventa una guerriera e leader di un esercito di orchi, che alcuni commentatori hanno trovato essere un approccio più potente alla principessa; Diaz ha contestato che il suo personaggio "è sempre stato un guerriero... dell'amore in tutti questi film. Ciò per cui ha lavorato, ciò per cui ha combattuto è l'amore che ha per se stessa e l'amore che ha per Shrek e la sua famiglia e le sue amiche." Diaz ha concluso che, a causa del tono del quarto film, le responsabilità di Fiona sono semplicemente più evidenti, credendo che in questo film stia "combattendo per ciò in cui crede".

## Caratterizzazione e temi
Fiona inizialmente si comporta come un'archetipica principessa delle fiabe quando incontra Shrek. Parla formalmente in materia di corteggiamento e ha particolari aspettative su come verrà salvata, chi deve salvarla e così via. Sembra emanare un'aria di permalosità e persino snobismo in una certa misura (tuttavia questo è dimostrato essere puramente per la sua preoccupazione di spezzare la sua maledizione, di cui si vergogna). Successivamente, la vera Fiona emerge, rivelandosi una donna semplice e indipendente che è all'altezza di Shrek quando si tratta delle cattive abitudini che ha; le piace ruttare e farsi massaggiare i piedi. È un'amica e moglie leale e, a differenza delle principesse delle fiabe, una maestra nel combattimento corpo a corpo con conoscenza delle arti marziali cinesi, che guida una ribellione con le principesse mentre era incinta dei figli di Shrek. Ha anche delle maniere molto povere (proprio come il marito), dato che è orchessa. Tuttavia, Fiona ha altri talenti speciali. Ad esempio, oltre alle sue abilità nelle arti marziali, può cantare così in alto che gli uccelli esplodono. È molto più paziente e gentile con Ciuchino di quanto non lo sia Shrek a volte. Secondo lo specchio magico, è una donna esuberante a cui piace Piña Colada e ballare la lambada. È molto educata e dimostra di essere una moglie e una madre molto amorevole.
Tuttavia, nel mondo alternativo del quarto film si mostra aggressiva, determinata e motivata, e viene mostrato che non vuole essere un'umana e vuole rimanere orchessa. Questo è comprensibile, data la situazione in cui si trova. Questa "nuova" Fiona è arrivata a questo punto dopo essere stata disillusa perché Shrek non è mai venuto a salvarla. Amareggiata e arrabbiata, dimostra di essere ancora appassionata e focosa ma non così gentile e dolce come negli altri film; tuttavia, questi tratti non sono completamente attenuati.
Fiona è perspicace e ha anche l'abilità di radunare altre persone, mostrata in Shrek terzo quando il suo discorso motiva le principesse per evadere dai sotterranei.
Todd Anthony del Sun-Sentinel ha citato Fiona tra i diversi elementi che inizialmente fanno sembrare Shrek una fiaba archetipica. Furniss ha identificato l'arco del personaggio come alle prese con le insicurezze sulla sua identità e aspetto prima di "accettarsi in una cosiddetta manifestazione fisica brutta", che ha descritto come "semplicemente carino in opposizione a spingere i confini della vera bruttezza". Dimostrato dalle sue "idee molto precise su come vuole essere salvata", Bob Waliszewski di Plugged In crede che Fiona "abbia accettato le convenzioni del romanticismo delle fiabe", scrivendo: "La sua prospettiva distorta sull'amore e sul matrimonio mina l'amore agape e il discernimento spirituale nelle relazioni." Allo stesso modo, il critico cinematografico di TV Guide Frank Lovece ha descritto Fiona come una "principessa bella e testarda" che ha passato troppo tempo a pensare al vero amore. Michael Sragow, critico cinematografico per The Baltimore Sun, ha convenuto che il personaggio è "fissato nell'essere trattato come una principessa delle fiabe", risultando in una visione precaria della realtà. Sebbene Fiona sia inizialmente delusa nello scoprire che il suo soccorritore non è un principe azzurro, le sue aspettative sono più fondate su "rituali di disprezzo di sé". Furniss crede che la storia di Fiona sia indirizzata ai film Disney in cui le principesse vengono costantemente salvate da "destini orribili dai propri cavalieri". Tuttavia, nonostante i suoi sforzi per apparire, parlare e comportarsi come una principessa tradizionale, Fiona si è presto rivelata una principessa non tradizionale, esemplificata dai suoi tratti di abile combattente, dieta insolita occasionalmente composta da animali selvatici e tendenza a ruttare spontaneamente.
Sebbene originariamente possieda tratti associati a una principessa tradizionale, essendo alta e snella, sia Shrek che il pubblico presto concordano sul fatto che Fiona è diversa, e la stessa principessa sta semplicemente "seguendo una sceneggiatura da un libro di fiabe". Paul Byrnes del The Sydney Morning Herald ha scritto che la rappresentazione di Fiona nel primo film offre "un'idea di come i ruoli di genere siano cambiati" somigliando a "un'eroina sfondata". Tra le sue caratteristiche insolite, John Anderson di Newsday ha osservato che Fiona è "perfettamente in grado di prendersi cura di sé stessa. Stava solo aspettando una classica storia d'amore". Sebbene nel contesto del film Shrek inizialmente osservi le differenze di Fiona una volta che rutta, "diviene rapidamente anche evidente che in effetti non è una principessa delle fiabe prototipo", secondo l'autore Johnny Unger. Ted Elliott ritiene che la trama di Fiona esplori "l'effettiva prevalenza degli atteggiamenti nei confronti dell'apparenza nella società", identificando un tema della mancanza di autostima come particolarmente prevalente con Fiona. Il critico cinematografico Emanuel Levy ha condiviso che "Fiona soffre / beneficia della dualità", passando da un personaggio "sexy, supponente ed esuberante" a un'emarginata una volta "il suo segreto è stato rivelato", dopo di che si avvicina a Shrek. Matt Zoller Seitz, critico cinematografico per il New York Press, ha scritto che Fiona porta la metafora del film relativa alle persone che "passano per qualcosa che non sono" a "un livello completamente diverso", spiegando: "All'inizio pensi che sia uno standard- emette una principessa che è disposta a sciogliersi i capelli e ad andare con la marmaglia", descrivendola come "un'eroina Disney dei giorni nostri". Seitz ha anche osservato "sfumature interrazziali" nella relazione tra Fiona e Shrek.
Credendo che Fiona combatterebbe e difenderebbe felicemente tutto ciò che ama o in cui crede, Cameron Diaz ha identificato il personaggio come "l'ancora a cui tutti si sono attaccati", a cui Shrek cerca una guida, che non sarebbe stata in grado di fornire a meno che non possedesse la forza lei stessa. In termini di sviluppo ed evoluzione del personaggio, Diaz ha ricordato che, nonostante sia stata cresciuta in una "vita da libro di fiabe", Fiona alla fine fa i conti con il fatto che "il suo Principe Azzurro non è arrivato nel pacchetto che pensava che sarebbe arrivato. Ha imparato avere pazienza con Shrek, accettarlo per quello che è", in particolare andando contro l'insegnamento che il suo principe azzurro deve apparire e agire in un certo modo. Pertanto, Andrew Adamson considera Fiona "un personaggio che dà potere" per le ragazze. Il romanziere e critico cinematografico Jeffrey Overstreet considerava "parte della rovina della società abbracciare le principesse Fiona quando sono affascinanti piuttosto che reali". Il critico cinematografico Roger Ebert ha osservato che Fiona è l'unica principessa in competizione per essere la sposa di Farquaad (di fronte a Cenerentola e Biancaneve) "che non ha avuto il ruolo principale in un film d'animazione Disney", che considerava "ispirata dai sentimenti che il partner della DreamWorks Jeffrey Katzenberg ha nutrito da allora la sua dolorosa partenza dalla Disney".
Il giornalista del New York Times AJ Jacobs ha scritto che le abilità di kung fu di Fiona rivaleggiano con quelle di Bruce Lee, abilità che si spiega abbia ereditato da sua madre, la regina Lillian. Descrivendo Fiona come dura e intelligente, la curatrice del museo Sarah Tutton ha osservato che, nonostante sia un interesse amoroso, il personaggio "non interpreta il tipico ruolo di supporto... Solo perché la principessa Fiona sovverte l'idea di bellezza, non ciò significa che la bellezza non è importante. Significa che il film non la sta prendendo come un cliché". Nel terzo film, Fiona insegna alle principesse classiche, che sono naturalmente inclini ad "assumere posizioni passive", a non aspettare che i loro principi le salvino, trasformandole in eroine d'azione quando il Principe Azzurro prende il controllo del regno mentre insegnando loro a difendersi da sole. Diversi critici hanno ritenuto che questo momento riguardasse il potere delle ragazze e l'emancipazione femminile, così come un riferimento a Charlie's Angels. Diaz crede che i film e il suo personaggio "conservino le migliori qualità dei" personaggi delle fiabe classiche, "infondendoli con arguzia, stile e rilevanza contemporanei" per una generazione più contemporanea. Diaz ha elaborato: "Amiamo quelle ragazze... Ma ora hanno una vita completamente nuova. Possono esistere nella nostra cultura attuale, di nuovo nella nostra cultura pop... Dove prima erano dimenticate. È una celebrazione di loro. È una rinascita." Inoltre, Diaz ritiene che l'indipendenza delle principesse sia un messaggio positivo sia per le donne che per gli uomini, interpretandolo come "un messaggio per tutti... Devi essere propositivo nella tua stessa vita". Miller crede che le abilità di Fiona come artista marziale si dimostrino naturalmente benefiche per il suo adattamento alla maternità perché "può usare tutto il suo corpo. È molto adattabile".

## Accoglienza

### Critica
Durante le prime proiezioni per la stampa, i critici si erano divertiti dalla scena di Fiona e l'uccello azzurro al punto da ridere istericamente. David Ansen di Newsweek ha riferito che la sequenza "manda costantemente il pubblico in estasi di gioia". Il critico Richard Schickel del Time ha definito Fiona "un personaggio eccellente", sottolineando il suo confronto con Monsieur Hood. Allo stesso modo, il critico Lou Lumenick del New York Post ha identificato gli incontri di Fiona con Monsieur Hood e l'uccello azzurro come intelligenti e deliziose "spedizioni di una lunga serie di classici Disney". Il London Evening Standard ha scritto che "ogni ricciolo luminoso sulla principessa Fiona... il flusso di liquefazione della sua veste di velluto, anche i toni della sua pelle hanno la sensazione di una radice organica, di un filo o di una cellula". Ed Gonzalez di Slant Magazine ha identificato le lotte di Fiona con il disprezzo di sé come la risorsa più forte del film. La critica Lisa Schwarzbaum di Entertainment Weekly ha descritto Fiona come "favolosamente piena di risorse", identificando il momento in cui reinventa le sue amiche principesse in donne indipendenti come l'unica "cosa fantastica" in Shrek terzo.
Cameron Diaz ha anche ricevuto un'attenzione positiva per la sua recitazione vocale. Il critico Desson Howe del Washington Post ha scritto che la performance di Diaz offre "una principessa divertente e terrena". GamesRadar+ ha scritto che Fiona "si annida comodamente tra lo stile del libro di fiabe del film e la convinzione fotorealistica", continuando che la performance di Diaz "rafforza la sua reputazione di gioco per ridere". Andrew O'Hagan del Daily Telegraph crede che Diaz imbeva Fiona di "un'avidità accomodante che i moderni bambini di otto anni potrebbero trovare simpatici". Bruce Westbrook dello Houston Chronicle ha recensito Diaz come un miglioramento rispetto "alle coraggiose eroine di oggi" "mettendo pugni a sorpresa che si sarebbero adattati al suo ruolo in Charlie's Angels". Cynthia Fuchs, recensendo il quarto film, ha descritto la principessa come "sempre almeno un po' meravigliosa, paziente e intelligente (e ora straordinariamente amazzonica)" e si è ritrovata a desiderare che Fiona scoprisse un universo parallelo in cui è veramente apprezzata.
Non tutte le recensioni sono state positive. Trovando che la scena di combattimento di Fiona non fosse necessaria, Derek Armstrong di AllMovie ha scritto che "lascia le cose sparse" nonostante la sua grafica accattivante. In una recensione negativa, Paul Tatara della CNN ha liquidato Fiona definendola "blanda" e "l'unico errore tra i personaggi" del film. Criticando il suo design, Tatara ha sentito che la principessa "emanava l'aria inquietante di una bambola Barbie posseduta mentre le letture della linea della ragazza californiana di Diaz semplicemente non si adattano al personaggio". Allo stesso modo, Mark Caro del Chicago Tribune ha trovato il design di Fiona generico e simile a quello di Barbie, ma ha ammesso che queste caratteristiche giovano alla trama e ai temi del film. Anthony Quinn di The Independent ha trovato il realismo di Fiona particolarmente preoccupante, suggerendo che gli animatori avrebbero dovuto semplicemente "invitare Cameron Diaz a interpretarla oltre che a darle voce". Allo stesso modo, il critico Anthony Lane del New Yorker ha ritenuto che il personaggio fosse troppo realistico, scrivendo: "Quello che non voglio è guardare la principessa Fiona... e chiedermi se dovrebbe assomigliare a Cameron Diaz". Peter Bradshaw, per The Guardian, ha liquidato Fiona e i personaggi umani del film come "dall'aspetto ordinario e inespressivo", paragonandoli a Claymation. Per Peter Rainer di New York i personaggi umani come Fiona "sono meno interessanti". Paul Malcolm di LA Weekly ha descritto la performance di Diaz come "insuperabilmente piatta". Philippa Hawker di The Age ha ritenuto che il terzo film avrebbe potuto trarre vantaggio dal fatto che Fiona fosse stata nominata erede di Harold, opponendosi all'idea di relegarla in "uno scenario superficiale di potere femminile".

### Analisi femminista
Alcune pubblicazioni dei media hanno considerato Fiona un'icona femminista. Al suo debutto, Fiona è stata celebrata dalla maggior parte dei critici "come una nuova versione radicale del mito della principessa". La sovversione di Fiona dei comuni tropi delle principesse continua ad essere ampiamente discussa nei media. Claudia Puig, collaboratrice di Wired, ha ritenuto che il primo film vanta "un messaggio meravigliosamente affermativo per le ragazze per gentile concessione di Fiona". Jack Rear, scrivendo per Pretty 52, ha descritto Fiona come "obiettivo del femminismo" a causa della sua competenza nelle arti marziali. Isabel Tovar, di Affinity Magazine, ha identificato il momento in cui Fiona sconfigge Monsieur Hood come "emancipazione femminile", credendo che "Fiona sia stata la regina femminista sin dal primo giorno". Teresa Brickey di The Odyssey ha detto che Fiona ha contestato il patriarcato "accettando il suo corpo... chi amava e ha combattuto per il diritto di fare le sue cose". Recensendo Shrek e vissero felici e contenti, Rachel Giese della CBC ha scoperto che la "svolta di potere femminile del personaggio come principessa guerriera" è uno dei cambiamenti più accattivanti della puntata. Incoronando il personaggio "il miglior eroe d'azione femminista in circolazione", The Week considerava Fiona "il tipo di film d'azione femminista di cui hanno bisogno di più", descrivendola come un'eroina forte che "salva sé stessa e i propri cari" pur accettando gli "aspetti" brutti e grossolani di se stessa". Emily Shire ha anche espresso la sua preferenza per Fiona rispetto a Katniss Everdeen di Hunger Games e alla supereroina Wonder Woman. Allison Maloney di The Shriver Report ha condiviso i sentimenti di Shire. Felicity Sleeman, scrittrice per Farrago, crede che "Fiona smentisca completamente qualsiasi idea sbagliata sul tropo della principessa passiva", citandola come un forte personaggio femminile "capace di difendere sé stessa e combattere in modi che sarebbero tipicamente considerati maschili". Rachel O'Neill, una scrittrice di The Daily Edge, ha identificato Fiona come "la prima principessa tosta... in grado di parlare da sola".
Nel 2008, BBC News ha definito Fiona "la prossima icona femminista", credendo che il personaggio mantenga "un certo sex appeal che continua anche dopo che si è trasformata in un'orchessa, sottolineando perfettamente come sono cambiati gli atteggiamenti nei confronti delle donne nel 21º secolo". Hayley Krischer di HuffPost ha citato Fiona come un raro esempio di principessa che "ha preso lo stampo".